# Vårkrokus
Vårkrokus (Crocus vernus) är en art inom krokussläktet och familjen irisväxter. Vårkrokus härstammar från Sydeuropa och Sydosteuropa. Genom att arten odlats som prydnadsväxt har den spridits utanför ursprungsområdet. I en del områden dit den införts som odlad har den senare förvildats. En rad olika namnsorter med variation i blomfärg odlas i trädgårdar. Blomningstiden är mars till april. Ibland kan den dock börja blomma så tidigt som i februari.
Två underarter noteras:
- subsp. vernus - Blommorna är ofta blekt till djupt purpurvioletta, eller strimmiga. Kalkbladen är vanligen 3…5,5 centimeter långa och 0,9…2 centimeter breda. Pistillen är vanligen lika lång eller längre än ståndarna. Förekommer i centrala, södra och östra Europa.
- subsp. albiflorus - Blommorna är ofta vita. Kalkbladen är vanligen 1,5…3 centimeter långa och 0,4…1 centimeter breda. Pistillen är vanligen mycket kortare än ståndarna. Förekommer i västra centrala och södra Europa.

Vårkrokusens artepitet vernus kommer av latinets ver som betyder vår. Det har betydelsen 'blommar på våren'.

## Odling och naturalisering
Genom odling har vårkrokus spridits från sitt ursprungsområde. I en del områden dit den införts där krokusen klarat klimatet har arten med tiden kommit att naturaliseras. I Storbritannien fanns krokusen som odlad före 1700-talets början och den angavs funnen som vildväxande 1763. I Sverige uppgavs den första gången funnen som förvildad 1832. I Norge är den funnen som förvildad sedan 1840.
I Sverige är vårkrokus härdig i odlingszonerna I-IV. Lämpligaste planteringstid är september-november. Jordmånen bör vara något kalkhaltig, d.v.s. med ett pH något över 7. 

## Hybrider (urval)
- 'Enchantress' -  har mjukt blekblå blommor med silveraktig utsida.
- 'Flower Record' - har lilarosa blommor.
- 'Graecus' - blekblå blommor. Sorten stammar från norra Grekland.
- 'Grand Maître' - har mörkt lavendelvioletta blommor.
- 'Jeanne d'Arc' - blommorna är rent vita.
- 'King of the Striped' - har omväxlande strimmiga och violetta blommor. Holland 1863.
- 'King of the Whites' - blommor rent vita.
- 'Negro Boy' - den mörkaste kända sorten. Mörkt violetta blommor med silverkant och orange pistiller. Ursprungligen från Holland 1910.
- 'Paulus Potter' - sorten har de mest lilarosa blommorna av alla sorter. Cirka 1920.
- 'Peter Pan' -  blommor rent vita med orange pistiller. Från Holland. Förekommer i många lökblandningar. 1943
- 'Pickwick' - blommorna är vita med blekt lila strimmor och djupt purpur bas.
- 'Purpureus Grandiflorus' - blommor livligt purpurvioletta. Gammal sort från Holland 1870.
- 'Queen of the Blues' - blekt blå, med än mer bleka kanter och purpur bas.
- 'Remembrance' - blommor violetta med silveraktig utsida. Blommar sent.
- 'Silver Coral' - blommorna är vita med violetta strimmor och bas.
- 'Vanguard' - blommor purpurblå med silveraktig utsida. Den tidigaste sorten. Ursprungligen från Ryssland 1934.

## Synonymer
- Crocus parviflorus E.H.L.Krause, 1906
- Crocus multiflorus Schur, 1866
- Crocus grandiflorus Hegetschw., 1839

subsp. vernus
- Crocus babiogorensis Zapal., 1906
- Crocus banaticus Heuff., 1835
- Crocus candidus Schlosser & Vuk., 1857
- Crocus discolor G.Reuss, 1853
- Crocus exiguus Schur, 1866
- Crocus heuffelii Körn., 1856
- Crocus latifolius Stokes, 1812
- Crocus neapolitanus Mord.Laun. & Loisel.
- Crocus purpureus Weston, 1771
- Crocus reineggeri Opiz, 1825
- Crocus sylvester Bubani, 1902
- Crocus uniflorus Schur, 1852
- Crocus veluchensis Schott, 1851
- Crocus vernus subsp. neapolitanus (Ker Gawl.) Asch. & Graebn., 1906
- Crocus vernus var. neapolitanus Ker Gawl., 1905
- Crocus vittatus Schlosser & Vuk., 1857

subsp. albiflorus (Kit.) Ces., 1844			
- Crocus acutiflorus Seidl, 1825
- Crocus albiflorus Kit.
- Crocus appendiculatus A.Kern. ex Maw, 1878
- Crocus coeruleus Weston, 1771
- Crocus heuffelianus subsp. albiflorus (Kit.) Nyman, 1882 comb. illeg.
- Crocus pygmaeus Lojac., 1909
- Crocus vilmae Fiala, 1890

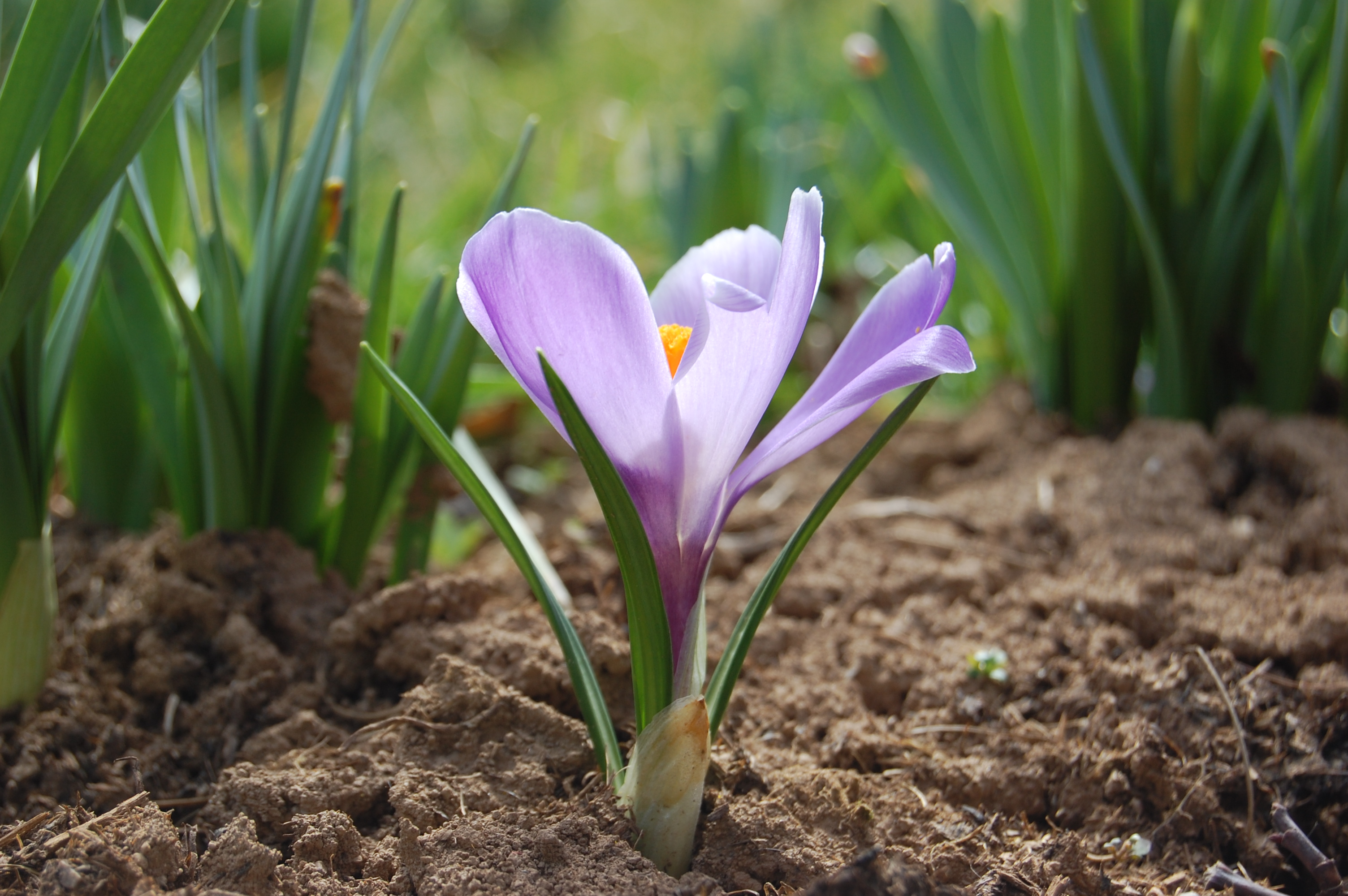
Crocus vernus
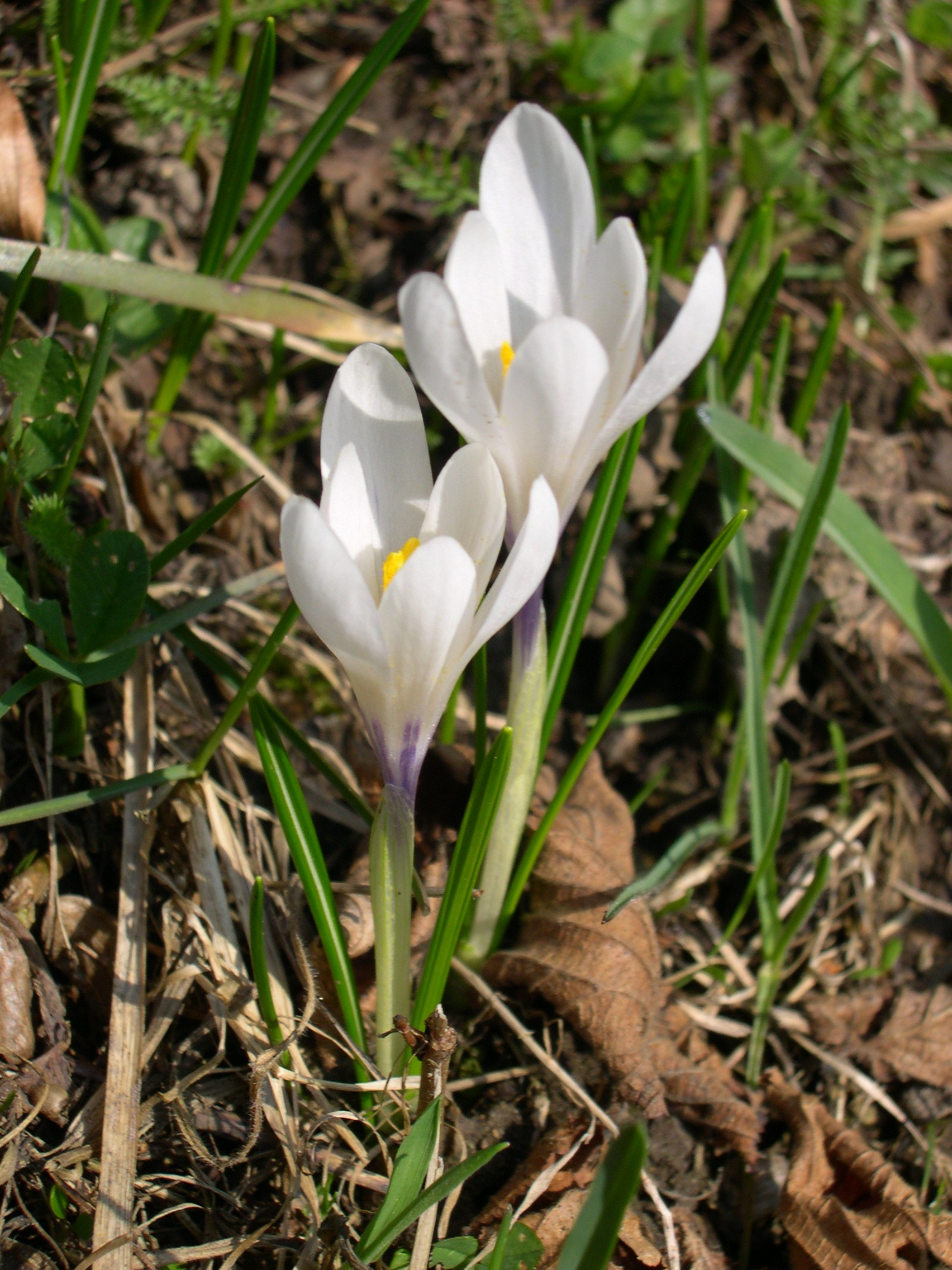
C. v. albiflorus